# Don't Leave Me Alone (Ashanti)
Don't Leave Me Alone è un singolo della cantante statunitense Ashanti, pubblicato il 19 marzo 2005 come secondo estratto dal quarto album in studio Concrete Rose.

## Tracce
CD promo
1. Don't Leave Me Alone
2. Love Again